# Photograph (Nickelback)
Photograph è un singolo del gruppo rock canadese Nickelback, pubblicato nel 2005 ed estratto dall'album All the Right Reasons.
La canzone è stata scritta da Chad Kroeger, Mike Kroeger, Ryan Peake e Daniel Adair.

## Video
Il videoclip del brano è stato diretto da Nigel Dick e girato ad Hanna (Alberta).

## Formazione
- Chad Kroeger - voce, chitarra acustica
- Ryan Peake - chitarra, cori
- Mike Kroeger - basso
- Daniel Adair - batteria

## Tracce
CD
1. Photograph [Album Version] – 4:21
2. Photograph [Edit] – 3:55
3. We Will Rock You – 2:01
4. Photograph [Video]

## Classifiche
| Chart         | Posizione raggiunta |
| ------------- | ------------------- |
| Australia     | 3                   |
| Austria       | 2                   |
| Canada        | 1                   |
| Italia        | 41                  |
| Nuova Zelanda | 4                   |
| Regno Unito   | 18                  |
| Stati Uniti   | 2                   |